# Tea Bosboom-Lanchava
Tea Bosboom-Lanchava (Kutaisi, Geòrgia, 11 de setembre de 1974) és una jugadora d'escacs que té els títols de Gran Mestre Femení des de 2001 i de Mestre Internacional des de 2005. Ha viscut als Països Baixos des de 1995 i ha representat la Federació Neerlandesa d'Escacs des de 1997, tot jugant en diverses olimpíades d'escacs.
A la llista d'Elo de la FIDE del març de 2022, hi tenia un Elo de 2227 punts, cosa que en feia la jugadora número 244 (en actiu) dels Països Baixos. El seu màxim Elo va ser de 2392 punts, a la llista d'octubre de 2006 (posició 2898 al rànquing mundial).

## Resultats destacats en competició
El 1988 va guanyar el Campionat del món Sub-14 femení a Timişoara, i el 1990 va repetir el títol a la categoria Sub-16 femenina, a Singapur.
El 2006, al Campionat d'Europa d'escacs individual a Kuşadası hi va obtenir la medalla d'argent, rere Ekaterina Atalık.
Es va proclamar campiona femenina dels Països Baixos el 2012.

### Participació en olimpíades d'escacs
Bosboom-Lanchava ha participat, representant els Països Baixos, en vuit Olimpíades d'escacs entre els anys 1998 i 2014 (cinc cops com a 2n tauler), amb un resultat de (+33 =18 –24), per un 56,0% de la puntuació. El seu millor resultat el va fer a l'Olimpíada del 2000 en puntuar 6½ de 10 (+5 =3 -2), amb el 65,0% de la puntuació, amb una performance de 2392.